# Lupinus piurensis
Lupinus piurensis är en ärtväxtart som beskrevs av Charles Piper Smith. Lupinus piurensis ingår i släktet lupiner, och familjen ärtväxter. Inga underarter finns listade i Catalogue of Life.